# Kiskárna
Kiskárna (szlovákul: Karná) község Szlovákiában, az Eperjesi kerület Homonnai járásában.

## Fekvése
Homonnától 15 km-re északnyugatra, az Alacsony-Beszkidek déli részén fekszik.

## Története
A falu a 14. században a német jog alapján, soltész általi betelepítéssel keletkezett. 1543-ban I. Ferdinánd király oklevelében említik először a Drugethek homonnai uradalmának részeként és egészen a család 1684-ben történt kihalásáig a birtokuk is maradt. A falu 1567-ben 5 portáig adózott és mind az öt porta zselléreké volt. 1582-ben 3 és fél portáig adózott a község. 1600-ban Kiskárnán a bíró házával együtt 14 ház állt, ezzel a közepes nagyságú falvak közé számított. A 17. században lakói elszegényedtek. 1610-ben az itteni zsellérek csak egy és egynyolcad portáig, 1635-ben már csak fél és egynyolcad portáig adóztak. A falu templomáról 1666-ban történt az első említés. Az egyházi vizitáció szerint a templom fából épült és van tornya, melyben két harang található. Az egyházi szolgálatot a göröginyei evangélikus lelkész látta el.
Később a Barkóczyak, Csákyak, Zámbory és Joanelli családok a település főbb birtokosai. 1715-ben 18, 1720-ban 16 adózó háztartása volt. 1770-ben új templomot épít a község, melynek ekkor már katolikus papja van.
A 18. század végén Vályi András így ír róla: „KÁRNA. Tót Zemplén Várm. földes Ura G. Vandernót Uraság, lakosai katolikusok, fekszik Görögenyéhez 162 órányira, határja agyagos, hegyes, 3 nyomásbéli, zabot, és Krompélyt leginkább terem, erdeje bikkes, bővelkedik fenyő madarakkal, egyéberánt hasonló a’ Leszlóczi határhoz.”
1828-ban 48 házában 354 lakos élt. Lakói mezőgazdasággal és szénégetéssel foglalkoztak. A 19. században a községben szeszfőzde működött.
Fényes Elek 1851-ben kiadott geográfiai szótárában így ír a faluról: „Karna, tót falu, Zemplén vmegyében, Göröginye fil., 347 r. kath., 9 zsidó lak., 901 h. szántófölddel. F. u. gr. Csáky. Ut. p. Nagy-Mihály.”
Borovszky Samu monográfiasorozatának Zemplén vármegyét tárgyaló része szerint: „Kiskárna, azelőtt egyszerűen Kárna, tót kisközség, 45 házzal és 266 róm. kath. vallású lakossal. Postája Göröginye, távírója és vasúti állomása Homonna. A Homonnai Drugethek birtoka volt s az újabb korban a báró Barkóczyak, a gróf Csákyak, a Zámboryak és báró Joanelli tulajdonába került. Most Ehrenheim Schytra Ferdinándnak és Máriának van itt nagyobb birtokuk. Díszesíti egy régi úrilak, mely azelőtt a gróf Csáky családé volt. Róm. kath. temploma 1770-ben épült.”
1920 előtt Zemplén vármegye Homonnai járásához tartozott.

## Népessége
| Év:            | 1994. | 2004.   | 2014.   | 2024. |
| -------------- | ----- | ------- | ------- | ----- |
| Emberek száma: | 435   | 447     | 457     | 457   |
| Eltérés:       |       | +2,75 % | +2,23 % | +0 %  |

| Év:            | 2023. | 2024.   |
| -------------- | ----- | ------- |
| Emberek száma: | 461   | 457     |
| Eltérés:       |       | -0,86 % |

1910-ben 286, többségben szlovák lakosa volt, jelentős lengyel kisebbséggel.
2001-ben 447 lakosából 389 szlovák és 54 cigány volt.
2011-ben 437 lakosából 350 szlovák és 54 cigány.

## Nevezetességei
A Rózsafüzéres Szűz Mária tiszteletére szentelt, római katolikus temploma 1770-ben épült.

## Külső hivatkozások
- Községinfó
- Kiskárna Szlovákia térképén
- Travelatlas.sk
- E-obce.sk Archiválva 2020. szeptember 18-i dátummal a Wayback Machine-ben
- Eobec.sk